# Дельфийский возничий
«Дельфийский возничий» (др.-греч. Ηνίοχος — «Управляющий колесницей») — древнегреческая статуя, образец античной бронзовой скульптуры. Статуя была обнаружена французскими археологами при раскопках в Дельфийском святилище Аполлона в 1896 году, а впоследствии передана в Дельфийский археологический музей.

## Создание
Статую, созданную в 478—474 году до н. э., воздвигли в Дельфах в 474 году до н. э. в ознаменование победы команды колесниц на Пифийских играх в 478 году до н. э. Надпись на известняковой базе скульптуры гласит, что её возвели по повелению Полизела, тирана Гелы, греческой колонии на Сицилии, как дар Аполлону, позволившему ему победить в гонках. Посвящение гласит: «[Νικάσας ἵπποισι Π]ολύζαλός μ’ἀνέθηκ[εν] / ὑιος Δεινομένεος, τ]όν ἄεξ’, εὐόνυμ’ Ἄπολλ[ον]» (с др.-греч. — «Полизалос посвятил меня, будь к нему благосклонен, благородный Аполлон»).
Сицилийские колонии, откуда происходил донатор, по своему богатству были сравнимы с полисами метрополии, и их правители спокойно могли себе позволить самые великолепные подношения богам, как и лучших коней и возничих. Тем не менее, сомнительно, чтобы эта статуя прибыла из Сицилии. Имя создавшего её скульптора не сохранилось (предположительно, Сотадес), но стилистический анализ подсказывает, что она была отлита в Афинах. Кроме того, наблюдается очевидное сходство с деталями «Аполлона Пирейского», чьё аттическое происхождение достоверно известно.

## Описание
Скульптура, выполненная в бронзе в натуральную величину, изображает возничего колесницы.
Изображенный — очень молодой человек, юноша. Возничих колесниц выбирали в расчёте на лёгкий вес, но вдобавок им следовало быть высокими, поэтому на эту работу часто брали подростков. Он одет в разновидность хитона под названием ксистис (xystis), одеяние возничих в течение соревнований. Оно доходит почти до щиколоток и перепоясано простым поясом. Два ремня, перекрещенные на его спине, предохраняли ксистис от вздувания от ветра во время гонок.
Стилистически «Возничий» относится к периоду ранней классики: он более натуралистичен, чем куросы архаики, но поза всё же ещё остается застылой, по сравнению с классическими статуями более позднего времени. Другое наследие архаики состоит в том, что голова чуть отклонена в одну сторону. Чертам лица предана некоторая асимметрия с целью большего реализма.
Натуралистическая трактовка его ступней в античные времена вызывала восхищение.

### Скульптурная группа
Первоначально «Возничий» являлся частью крупной скульптурной группы, установленной в Дельфах, которая включала колесницу, квадригу коней (или шестерка коней) и двоих грумов. Несколько фрагментов лошадей, колесницы и рука мальчика-слуги были обнаружены рядом со статуей. В первозданном состоянии, вероятно, это была одна из самых впечатляющих статуй своего времени.
Группа, скорее всего, стояла на плоских крышах-террасах, спускающихся от святилища.

### Сохранность и захоронение
«Возничий» находится в превосходной сохранности, за исключением утерянной левой руки. Греческие бронзовые скульптуры отливались по частям, и затем соединялись. В момент находки эта статуя была разделена на три части: голова с верхней частью туловища, нижняя часть туловища и правая рука. Скорее всего, другая конечность отделилась и была утеряна прежде, чем статуя была спрятана в землю — это было сделано, вероятно, чтобы защитить скульптуру от мародёров вскоре после того, как Дельфийское святилище было закрыто в IV в. н. э. Также вероятно, что скульптурная группа была спрятана в землю целиком, но лошади могли пропасть во время землетрясения в 373 г. н. э.

### Техника
Статуя — одна из немногих греческих бронзовых скульптур, в которых сохранились инкрустация глаз ониксом и детализация ресниц и губ с помощью меди. Головная повязка выполнена из серебра и могла быть украшена драгоценными камнями, которые были извлечены.

## Культурное наследие
«Дельфийский возничий» был неоднократно изображён на греческих почтовых марках, а также на греческой купюре достоинством в 10 000 драхм 1947 года выпуска.
7 апреля 2021 года реплика «Дельфийского возничего», переданная Грецией народу Катара в знак упрочения культурных связей между двумя странами, была открыта министром культуры и спорта Греции Линой Мендони на станции метрополитена Дохи в международном аэропорту Хамад в Катар.